# Буйрек
Буйре́к (каз. Бүйрек) — село у складі Кзилкогинського району Атирауської області Казахстану. Входить до складу Коздигаринського сільського округу.
У радянські часи село називалось Бюрек.
Населення — 73 особи (2021; 175 у 2009, 190 у 1999, 178 у 1989).